# Pârâul Cârjei, Neamț
Pârâul Cârjei este un sat în comuna Borca din județul Neamț, Moldova, România.